# Slocum’s River Reserve
Slocum’s River Reserve ist ein 47 Acres (19 ha) umfassendes Naturschutzgebiet bei der Stadt Dartmouth im Bundesstaat Massachusetts der Vereinigten Staaten. Es wird von der Organisation The Trustees of Reservations gemeinsam mit dem Dartmouth Natural Resources Trust verwaltet.

## Schutzgebiet
Das Schutzgebiet bietet trotz seiner vergleichsweise geringen Größe mit Waldflächen, Freiflächen und einem Fluss – dem namensgebenden Slocums River – eine große landschaftliche Vielfalt. Vom zu Kolonialzeiten als Farmland genutzten Gebiet aus besteht eine gute Aussicht auf die Buzzards Bay und die Region South Coast. Die salzhaltige Meeresluft zieht viele Besucher an, und an klaren Tagen können vom Aussichtspunkt Angelica's Overlook aus die gesamte Bucht, die Elizabeth Islands und am südöstlichen Horizont sogar die Klippen von Martha’s Vineyard beobachtet werden. Im Schutzgebiet, das sich im gemeinsamen Eigentum der Trustees und des Dartmouth Natural Resources Trust befindet, konnten mehr als 3.000 ft (914,4 m) Küste und Salzwiesen geschützt werden. Den Besuchern stehen 2 mi (3,2 km) Wanderwege zur Verfügung.

## Slocums River
Der Fluss, nach dem das Schutzgebiet benannt wurde, ist 4,3 mi (6,9 km) lang und fließt durch Dartmouth hindurch, bevor er in die Buzzards Bay mündet. Der nach einer frühen Siedlerfamilie benannte Fluss ist tatsächlich der zweite, Salzwasser führende Teil des Paskamanset River, der bis zum Übergang in den Slocums River aus Süßwasser besteht und für diesen Teil seinen indianischen Namen behielt.